# Марко Брайнович
Марко Брайнович (17 липня 1920 — 16 жовтня 2010) — югославський ватерполіст.
Срібний призер Олімпійських Ігор 1952 року, учасник 1948 року.